# Football League Championship 2024-2025
La Football League Championship 2024-2025 è stata la 122ª edizione del campionato inglese di calcio di seconda divisione, la trentaquattresima con i play-off e a 24 squadre. La regular season è iniziata il 9 agosto 2024 e terminata il 3 maggio 2025, a cui è seguita la fase finale che si é conclusa con la finale dei play-off.

## Avvenimenti

### Cambiamenti di squadra dalla scorsa stagione

#### Dalla Championship
Promosse in Premier League
- Leicester City
- Ipswich Town
- Southampton

Retrocesse in League One
- Birmingham City
- Huddersfield Town
- Rotherham Utd

#### In Championship
Retrocesse dalla Premier League
- Luton Town
- Burnley
- Sheffield Utd

Promosse dalla League One
- Portsmouth
- Derby County
- Oxford Utd

## Squadre partecipanti
| Squadra        | Stagione | Città               | Stadio               | Stagione precedente                                  |
| -------------- | -------- | ------------------- | -------------------- | ---------------------------------------------------- |
| Blackburn      | dettagli | Blackburn           | Ewood Park           | 19º in Football League Championship                  |
| Bristol City   | dettagli | Bristol             | Ashton Gate Stadium  | 11º in Football League Championship                  |
| Burnley        | dettagli | Burnley             | Turf Moor            | 19º posto in Premier League, retrocesso              |
| Cardiff City   | dettagli | Cardiff             | Cardiff City Stadium | 12º in Football League Championship                  |
| Coventry City  | dettagli | Coventry            | Ricoh Arena          | 9º in Football League Championship                   |
| Derby County   | dettagli | Derby               | Pride Park Stadium   | 2º posto in EFL League One, promosso                 |
| Hull City      | dettagli | Kingston upon Hull  | KC Stadium           | 7º in Football League Championship                   |
| Leeds Utd      | dettagli | Leeds               | Elland Road          | 3º in Football League Championship                   |
| Luton Town     | dettagli | Luton               | Kenilworth Road      | 18º posto in Premier League, retrocesso              |
| Middlesbrough  | dettagli | Middlesbrough       | Riverside Stadium    | 8º in Football League Championship                   |
| Millwall       | dettagli | Londra (Bermondsey) | The Den              | 13º in Football League Championship                  |
| Norwich City   | dettagli | Norwich             | Carrow Road          | 6º in Football League Championship                   |
| Oxford Utd     | dettagli | Oxford              | Kassam Stadium       | 5º posto in EFL League One, promosso dopo i play-off |
| Plymouth       | dettagli | Plymouth            | Home Park            | 21º in Football League Championship                  |
| Portsmouth     | dettagli | Portsmouth          | Fratton Park         | 1º posto in EFL League One, promosso                 |
| Preston N.E.   | dettagli | Preston             | Deepdale             | 10º in Football League Championship                  |
| QPR            | dettagli | Londra (White City) | Loftus Road          | 18º in Football League Championship                  |
| Sheffield Utd  | dettagli | Sheffield           | Bramall Lane         | 20º posto in Premier League, retrocesso              |
| Sheffield Weds | dettagli | Sheffield           | Hillsborough Stadium | 20º in Football League Championship                  |
| Stoke City     | dettagli | Stoke-on-Trent      | Bet365 Stadium       | 17º in Football League Championship                  |
| Sunderland     | dettagli | Sunderland          | Stadium of Light     | 16º in Football League Championship                  |
| Swansea City   | dettagli | Swansea             | Liberty Stadium      | 14º in Football League Championship                  |
| Watford        | dettagli | Watford             | Vicarage Road        | 15º in Football League Championship                  |
| West Bromwich  | dettagli | West Bromwich       | The Hawthorns        | 5º in Football League Championship                   |

### Allenatori e primatisti
| Squadra              | Allenatore                                                                                      | Più presente                                        | Cannoniere                       |
| -------------------- | ----------------------------------------------------------------------------------------------- | --------------------------------------------------- | -------------------------------- |
| Blackburn Rovers     | John Eustace (1ª-32ª) David Lowe (33ª-34ª) Valérien Ismaël (35ª-46ª)                            | Dominic Hyam (46)                                   | Yūki Ōhashi (9)                  |
| Bristol City         | Liam Manning                                                                                    | Max Bird, Jason Knight, Max O'Leary, Zak Vyner (46) | Anis Mehmeti (12)                |
| Burnley              | Scott Parker                                                                                    | Maxime Estève (46)                                  | Josh Brownhill (18)              |
| Cardiff City         | Erol Bulut (1ª-18ª) Ömer Rıza (19ª-43ª) Aaron Ramsey (44ª-46ª)                                  | Rubin Colwill (43)                                  | Callum Robinson (12)             |
| Coventry City        | Mark Robins (1ª-14ª) Rhys Carr (15ª-17ª) Frank Lampard (18ª-46ª)                                | Milan van Ewijk (45)                                | Haji Wright (12)                 |
| Derby County         | Paul Warne (1ª-32ª) John Eustace (33ª-46ª)                                                      | Kayden Jackson (46)                                 | Jerry Yates (10)                 |
| Hull City            | Tim Walter (1ª-17ª) Andy Dawson (18ª-19ª) Rubén Sellés (20ª-46ª)                                | Lewie Coyle, Ivor Pandur, Regan Slater (44)         | João Pedro (6)                   |
| Leeds United         | Daniel Farke                                                                                    | Brenden Aaronson, Joël Piroe, Joe Rodon (46)        | Joël Piroe (19)                  |
| Luton Town           | Rob Edwards (1ª-26ª) Paul Trollope (27ª) Matt Bloomfield (28ª-46ª)                              | Thomas Kaminski (45)                                | Carlton Morris (8)               |
| Middlesbrough        | Michael Carrick                                                                                 | Finn Azaz (45)                                      | Tommy Conway (13)                |
| Millwall             | Neil Harris (1ª-23ª) Alex Neil (24ª-46ª)                                                        | Casper De Norre (46)                                | Mihailo Ivanović (12)            |
| Norwich City         | Johannes Hoff Thorup (1ª-44ª) Jack Wilshere (45ª-46ª)                                           | Shane Duffy (45)                                    | Borja Sainz (18)                 |
| Oxford United        | Des Buckingham (1ª-22ª) Gary Rowett (23ª-46ª)                                                   | Mark Harris (46)                                    | Mark Harris, Greg Leigh (6)      |
| Plymouth             | Wayne Rooney (1ª-24ª) Kevin Nancekivell (25ª-26ª) Miron Muslić (27ª-46ª)                        | Darko Gyabi, Bali Mumba (43)                        | Mustapha Bundu, Ryan Hardie (10) |
| Portsmouth           | John Mousinho                                                                                   | Connor Ogilvie (45)                                 | Colby Bishop (11)                |
| Preston North End    | Ryan Lowe (1ª) Paul Heckingbottom (2ª-46ª)                                                      | Emil Riis Jakobsen (45)                             | Emil Riis Jakobsen (12)          |
| Queens Park Rangers  | Martí Cifuentes                                                                                 | Jimmy Dunne, Paul Nardi (45)                        | Michael Frey (8)                 |
| Sheffield United     | Chris Wilder                                                                                    | Callum O'Hare (44)                                  | Tyrese Campbell (10)             |
| Sheffield Wednesday  | Danny Röhl                                                                                      | Josh Windass (44)                                   | Josh Windass (13)                |
| Stoke City           | Steven Schumacher (1ª-5ª) Narcís Pèlach (6ª-23ª) Ryan Shawcross (24ª-25ª) Mark Robins (26ª-46ª) | Viktor Johansson (46)                               | Tom Cannon (9)                   |
| Sunderland           | Régis Le Bris                                                                                   | Luke O'Nien, Patrick Roberts (45)                   | Wilson Isidor (12)               |
| Swansea City         | Luke Williams (1ª-33ª) Alan Sheehan (34ª-46ª)                                                   | Ronald, Lawrence Vigouroux (46)                     | Liam Cullen (11)                 |
| Watford              | Tom Cleverley                                                                                   | Mattie Pollock (45)                                 | Vakoun Issouf Bayo (10)          |
| West Bromwich Albion | Carlos Corberán (1ª-22ª) Chris Brunt (23ª-27ª) Tony Mowbray (27ª-44ª) James Morrison (45ª-46ª)  | Tom Fellows, Torbjørn Heggem (45)                   | Josh Maja (12)                   |

## Classifica
Aggiornata al 28 aprile 2025
|  | Pos. | Squadra            | Pt  | G  | V  | N  | P  | GF | GS | DR  |
|  | ---- | ------------------ | --- | -- | -- | -- | -- | -- | -- | --- |
|  | 1.   | Leeds Utd          | 100 | 46 | 29 | 13 | 4  | 95 | 30 | +65 |
|  | 2.   | Burnley            | 100 | 46 | 28 | 16 | 2  | 69 | 16 | +54 |
|  | 3.   | Sheffield Utd (-2) | 90  | 46 | 28 | 7  | 10 | 63 | 36 | +27 |
|  | 4.   | Sunderland         | 76  | 46 | 21 | 13 | 12 | 58 | 44 | +14 |
|  | 5.   | Coventry City      | 69  | 46 | 20 | 9  | 17 | 64 | 58 | +6  |
|  | 6.   | Bristol City       | 68  | 46 | 17 | 17 | 12 | 59 | 55 | +4  |
|  | 7.   | Blackburn          | 66  | 46 | 19 | 9  | 18 | 53 | 48 | +5  |
|  | 8.   | Millwall           | 66  | 46 | 17 | 12 | 16 | 47 | 49 | -2  |
|  | 9.   | West Bromwich      | 64  | 46 | 15 | 19 | 12 | 57 | 47 | +10 |
|  | 10.  | Middlesbrough      | 64  | 46 | 18 | 10 | 18 | 64 | 56 | +8  |
|  | 11.  | Swansea City       | 61  | 46 | 17 | 10 | 19 | 51 | 56 | -5  |
|  | 12.  | Sheffield Weds     | 58  | 46 | 15 | 13 | 18 | 60 | 69 | -9  |
|  | 13.  | Norwich City       | 57  | 46 | 14 | 15 | 17 | 71 | 68 | +3  |
|  | 14.  | Watford            | 57  | 46 | 16 | 9  | 21 | 53 | 61 | -8  |
|  | 15.  | QPR                | 56  | 46 | 14 | 14 | 18 | 53 | 63 | -10 |
|  | 16.  | Portsmouth         | 54  | 46 | 14 | 12 | 20 | 58 | 71 | -13 |
|  | 17.  | Oxford Utd         | 53  | 46 | 13 | 14 | 19 | 49 | 65 | -16 |
|  | 18.  | Stoke City         | 51  | 46 | 12 | 15 | 19 | 45 | 62 | -17 |
|  | 19.  | Derby County       | 50  | 46 | 13 | 11 | 22 | 48 | 56 | -8  |
|  | 20.  | Preston N.E.       | 50  | 46 | 10 | 20 | 16 | 48 | 59 | -11 |
|  | 21.  | Hull City          | 49  | 46 | 13 | 13 | 21 | 44 | 54 | -10 |
|  | 22.  | Luton Town         | 49  | 46 | 13 | 10 | 23 | 45 | 69 | -24 |
|  | 23.  | Plymouth           | 46  | 46 | 11 | 13 | 22 | 51 | 88 | -37 |
|  | 24.  | Cardiff City       | 44  | 46 | 9  | 17 | 20 | 48 | 73 | -25 |

Legenda:
      Promosso in Premier League 2025-2026.
   Ammesse ai play-off per un posto in Premier League 2025-2026.
      Retrocesso in Football League One 2025-2026.
Regolamento:
Tre punti a vittoria, uno a pareggio, zero a sconfitta.
In caso di arrivo di due o più squadre a pari punti, la graduatoria verrà stilata secondo i seguenti criteri:
- differenza reti
- maggior numero di gol segnati
- classifica avulsa
- maggior numero di vittorie
- maggior numero di gol segnati in trasferta
- fair play
- spareggio

Note:
Lo Sheffield United sconta 2 punti per inadempienza nei pagamenti verso altri club durante le stagioni 2022-2023 e 2023-2024, più altri due punti sospesi.

## Risultati

### Tabellone
Ogni riga indica i risultati casalinghi della squadra segnata a inizio della riga, contro le squadre segnate colonna per colonna (che invece avranno giocato l'incontro in trasferta). Al contrario, leggendo la colonna di una squadra si avranno i risultati ottenuti dalla stessa in trasferta, contro le squadre segnate in ogni riga, che invece avranno giocato l'incontro in casa.
|               | BLA  | BRI  | BUR  | CAR  | COV  | DER  | HUL  | LEE  | LUT  | MID  | MIL  | NOR  | OXF  | PLY  | PNE  | POR  | QPR  | SHU  | SHW  | STO  | SUN  | SWA  | WAT  | WBA  |
| ------------- | ---- | ---- | ---- | ---- | ---- | ---- | ---- | ---- | ---- | ---- | ---- | ---- | ---- | ---- | ---- | ---- | ---- | ---- | ---- | ---- | ---- | ---- | ---- | ---- |
| B. Rovers     | –––– | 3-0  | 0-1  | 1-2  | 0-2  | 4-2  | 0-1  | 1-0  | 2-0  | 0-2  | 4-1  | 1-1  | 2-1  | 2-0  | 2-1  | 3-0  | 2-0  | 0-2  | 2-2  | 0-2  | 2-2  | 1-0  | 2-1  | 0-0  |
| Bristol City  | 2-1  | –––– | 0-1  | 1-1  | 1-1  | 1-0  | 1-1  | 0-0  | 1-0  | 2-1  | 4-3  | 2-1  | 2-1  | 4-0  | 2-2  | 3-0  | 1-1  | 1-2  | 0-0  | 2-0  | 2-1  | 0-1  | 2-1  | 2-1  |
| Burnley       | 1-1  | 1-0  | –––– | 5-0  | 2-0  | 0-0  | 2-0  | 0-0  | 4-0  | 1-1  | 1-1  | 2-1  | 1-0  | 1-0  | 0-0  | 2-1  | 0-0  | 2-1  | 4-0  | 0-0  | 0-0  | 1-0  | 2-1  | 1-1  |
| Cardiff City  | 1-3  | 1-1  | 1-2  | –––– | 1-1  | 2-1  | 1-0  | 0-2  | 1-2  | 0-2  | 1-0  | 2-1  | 1-1  | 5-0  | 0-2  | 2-0  | 0-2  | 0-2  | 1-1  | 0-1  | 0-2  | 3-0  | 1-1  | 0-0  |
| Coventry City | 3-0  | 1-0  | 1-2  | 2-2  | –––– | 1-2  | 2-1  | 0-2  | 3-2  | 2-0  | 0-0  | 0-1  | 3-2  | 4-0  | 2-1  | 1-0  | 1-0  | 2-2  | 1-2  | 3-2  | 3-0  | 1-2  | 2-1  | 2-0  |
| Derby County  | 2-1  | 3-0  | 0-0  | 1-0  | 2-0  | –––– | 1-1  | 0-1  | 0-1  | 1-0  | 0-1  | 2-3  | 0-0  | 1-1  | 2-0  | 4-0  | 2-0  | 0-1  | 1-2  | 0-0  | 0-1  | 1-2  | 0-2  | 2-1  |
| Hull City     | 0-1  | 1-1  | 1-1  | 4-1  | 1-1  | 0-1  | –––– | 3-3  | 0-1  | 0-1  | 0-0  | 1-1  | 2-1  | 2-0  | 2-1  | 1-1  | 1-2  | 0-2  | 0-2  | 1-2  | 0-1  | 2-1  | 1-1  | 1-2  |
| Leeds United  | 1-1  | 4-0  | 0-1  | 7-0  | 3-0  | 2-0  | 2-0  | –––– | 3-0  | 3-1  | 2-0  | 2-0  | 4-0  | 3-0  | 2-1  | 3-3  | 2-0  | 2-0  | 3-0  | 6-0  | 2-1  | 2-2  | 2-1  | 1-1  |
| Luton Town    | 0-1  | 3-1  | 1-4  | 1-0  | 1-0  | 2-1  | 1-0  | 1-1  | –––– | 0-0  | 0-1  | 0-1  | 2-2  | 1-1  | 0-0  | 1-0  | 1-2  | 0-1  | 2-1  | 2-1  | 1-2  | 1-1  | 3-0  | 1-1  |
| Middlesbrough | 0-1  | 0-2  | 0-0  | 1-1  | 0-3  | 1-0  | 3-1  | 0-1  | 5-1  | –––– | 1-0  | 0-0  | 2-1  | 2-1  | 1-1  | 2-2  | 2-1  | 1-0  | 3-3  | 2-0  | 2-3  | 1-0  | 0-1  | 2-0  |
| Millwall      | 1-0  | 0-2  | 1-0  | 2-2  | 0-1  | 1-1  | 0-1  | 1-0  | 0-1  | 1-0  | –––– | 3-1  | 0-1  | 1-0  | 3-1  | 2-1  | 2-1  | 0-1  | 3-0  | 1-0  | 1-1  | 1-0  | 2-3  | 1-1  |
| Norwich City  | 2-2  | 0-2  | 1-2  | 4-2  | 2-1  | 1-1  | 4-0  | 1-1  | 4-2  | 3-3  | 2-1  | –––– | 1-1  | 6-1  | 0-1  | 3-5  | 1-1  | 1-1  | 2-3  | 4-2  | 0-0  | 5-1  | 4-1  | 1-0  |
| Oxford United | 1-0  | 1-1  | 0-0  | 3-2  | 2-3  | 1-1  | 1-0  | 0-1  | 3-2  | 2-6  | 1-1  | 2-0  | –––– | 2-0  | 3-1  | 0-2  | 1-3  | 1-0  | 1-3  | 1-0  | 2-0  | 1-2  | 1-0  | 1-1  |
| Plymouth      | 2-1  | 2-2  | 0-5  | 1-1  | 3-1  | 2-3  | 1-1  | 1-2  | 3-1  | 3-3  | 5-1  | 2-1  | 1-1  | –––– | 3-3  | 1-0  | 0-1  | 2-1  | 0-3  | 0-1  | 3-2  | 1-2  | 2-2  | 2-1  |
| Preston       | 0-0  | 1-3  | 0-0  | 2-2  | 1-0  | 1-1  | 1-0  | 1-1  | 1-0  | 2-1  | 1-1  | 2-2  | 1-1  | 1-2  | –––– | 2-1  | 1-2  | 0-2  | 3-1  | 3-1  | 0-0  | 0-0  | 3-0  | 1-1  |
| Portsmouth    | 1-0  | 3-0  | 0-0  | 2-1  | 4-1  | 2-2  | 1-1  | 1-0  | 0-0  | 2-1  | 0-1  | 0-0  | 1-1  | 1-2  | 3-1  | –––– | 2-1  | 0-0  | 1-2  | 3-1  | 1-3  | 4-0  | 1-0  | 0-3  |
| QPR           | 2-1  | 1-1  | 0-5  | 0-0  | 1-1  | 4-0  | 1-3  | 2-2  | 2-1  | 1-4  | 1-1  | 3-0  | 2-0  | 1-1  | 2-1  | 1-2  | –––– | 1-2  | 0-2  | 1-1  | 0-0  | 1-2  | 3-1  | 1-3  |
| S. United     | 0-1  | 1-1  | 0-2  | 2-0  | 3-1  | 1-0  | 0-3  | 1-3  | 2-0  | 3-1  | 2-2  | 2-0  | 3-0  | 2-0  | 1-0  | 2-1  | 2-2  | –––– | 1-0  | 2-0  | 1-0  | 1-0  | 1-0  | 1-1  |
| S. Wednesday  | 0-1  | 2-2  | 0-2  | 1-1  | 1-2  | 4-2  | 0-1  | 0-2  | 1-1  | 2-1  | 2-2  | 2-0  | 2-0  | 4-0  | 1-1  | 1-1  | 1-1  | 0-1  | –––– | 2-0  | 1-2  | 0-0  | 2-6  | 3-2  |
| Stoke City    | 1-0  | 2-2  | 0-2  | 2-2  | 1-0  | 2-1  | 1-3  | 0-2  | 1-1  | 1-3  | 1-1  | 1-1  | 0-0  | 0-0  | 0-0  | 6-1  | 3-1  | 0-2  | 2-0  | –––– | 1-0  | 3-1  | 0-0  | 1-2  |
| Sunderland    | 0-1  | 1-1  | 1-0  | 2-1  | 2-2  | 2-0  | 0-1  | 2-2  | 2-0  | 1-0  | 1-0  | 2-1  | 2-0  | 2-2  | 1-1  | 1-0  | 0-1  | 2-1  | 4-0  | 2-1  | –––– | 0-1  | 2-2  | 0-0  |
| Swansea City  | 3-0  | 1-1  | 0-2  | 1-1  | 0-2  | 1-0  | 1-0  | 3-4  | 2-1  | 1-0  | 0-1  | 1-0  | 3-3  | 3-0  | 3-0  | 2-2  | 3-0  | 1-2  | 0-1  | 0-0  | 2-3  | –––– | 1-0  | 1-1  |
| Watford       | 1-0  | 1-0  | 1-2  | 1-2  | 1-1  | 2-1  | 1-0  | 0-4  | 2-0  | 2-1  | 1-2  | 0-1  | 1-0  | 0-0  | 1-2  | 2-1  | 0-0  | 1-2  | 1-1  | 3-0  | 2-1  | 1-0  | –––– | 2-1  |
| West B.A.     | 0-2  | 2-0  | 0-0  | 0-0  | 2-0  | 1-3  | 1-1  | 0-0  | 5-3  | 0-1  | 0-0  | 2-2  | 2-0  | 1-0  | 3-1  | 5-1  | 1-0  | 2-2  | 2-1  | 1-1  | 0-1  | 1-0  | 2-1  | –––– |

## Play-off
Tabellone
|  | Semifinali | Semifinali    | Semifinali | Semifinali | Semifinali |  |  | Finale | Finale        | Finale |  |
|  |            |               |            |            |            |  |  |        |               |        |  |
|  | 6          | Bristol City  | 0          | 0          | 0          |  |  |        |               |        |  |
|  | 3          | Sheffield Utd | 3          | 3          | 6          |  |  | 3      | Sheffield Utd | 1      |  |
|  | 5          | Coventry City | 1          | 1          | 2          |  |  | 4      | Sunderland    | 2      |  |
|  | 4          | Sunderland    | 2          | 1          | 3          |  |  |        |               |        |  |

### Semifinali
| Squadra 1     | Totale | Squadra 2     | Andata | Ritorno     |
| ------------- | ------ | ------------- | ------ | ----------- |
| Bristol City  | 0 - 6  | Sheffield Utd | 0 - 3  | 0 - 3       |
| Coventry City | 2 - 3  | Sunderland    | 1 - 2  | 1 - 1 (dts) |

### Finale
| Arbitro: | Chris Kavanagh |

|              |           |                          |
| 25’ Campbell | Marcatori | 76’ Mayenda 90+5’ Watson |

## Statistiche

### Individuali

#### Classifica marcatori
Aggiornata al 4 maggio 2025
| Gol |  |  | Giocatore           | Squadra           |
| --- |  |  | ------------------- | ----------------- |
| 19  |  |  | Joël Piroe          | Leeds Utd         |
| 18  |  |  | Josh Brownhill      | Burnley           |
| 18  |  |  | Borja Sainz         | Norwich City      |
| 15  |  |  | Josh Sargent        | Norwich City      |
| 13  |  |  | Tommy Conway        | Middlesbrough     |
| 13  |  |  | Josh Windass        | Sheffield Wed.    |
| 12  |  |  | Finn Azaz           | Middlesbrough     |
| 12  |  |  | Zian Flemming       | Burnley           |
| 12  |  |  | Wilson Isidor       | Sunderland        |
| 12  |  |  | Mihailo Ivanović    | Millwall          |
| 12  |  |  | Daniel James        | Leeds United      |
| 12  |  |  | Josh Maja           | West Bromwich     |
| 12  |  |  | Anis Mehmeti        | Bristol City      |
| 12  |  |  | Emil Riis Jakobsen  | Preston North End |
| 12  |  |  | Callum Robinson     | Cardiff City      |
| 12  |  |  | Haji Wright         | Coventry City     |
| 11  |  |  | Emmanuel Latte Lath | Middlesbrough     |
| 11  |  |  | Colby Bishop        | Portsmouth        |